# Лесники (наблюдательная станция)
Наблюдательная станция Лесники астрономической обсерватории Киевского национального университета имени Тараса Шевченко (АО КНУ) или Киевская кометная станция основана в 1957 году в селе Лесники, Киево-Святошинского района, Киевская область, в 15 км южнее Киева.

## Заведующие обсерватории
- в настоящее время — Пишкало Жанна Вячеславовна

## Инструменты обсерватории
- АЗТ-8 (D=70 см, F=2.8 м, 1968 год) + ПЗС-камера SBIG ST-8XME + фильтры UBVRI
- АЗТ-14 (D=48 см, F=7.7 м, 1968 год) + ПЗС-камера SBIG ST-7 + фильтры UBVRI

## Направления исследований
- кометы (систематические наблюдения)
- астероиды
- метеоры
- активные ядра галактик
- рентгеновские двойные